# مطار ماتي
مطار ماتي (بالإنجليزية: Matei Airport)‏ (إياتا: TVU، إيكاو: NFNM)، المعروف أيضًا باسم مطار تافيوني أو مطار جزيرة تافيوني، هو مطار يقع في ماتي على الطرف الشمالي من تافيوني، وهي جزيرة تابعة لمجموعة فانوا ليفو في فيجي . يتم تشغيلها من قبل شركة مطارات فيجي المحدودة.
المطار صغير جدًا ولكنه يستقبل عددًا من الرحلات الجوية من فيجي لينك ‏ وطيران فيجي ‏ من نادي وسوفا. المطار قريب جدًا من عدد من المنتجعات ومقدمي أماكن الإقامة الصغيرة. كما أعيد تهيئة مدرج المطار مؤخرًا من مدرج حصوي إلى مدرج مرصوف.

## مرافق
المطار به مدرج واحد يبلغ طوله 910 متر (2,986 قدم).

## شركات الطيران والوجهات
| شركـات طيـران | الوجهات                               |
| ------------- | ------------------------------------- |
| فيجي لينك ‏    | مطار نادي الدولي، مطار ناوسوري الدولي |
| طيران الشمال ‏ | مطار نادي الدولي، مطار ناوسوري الدولي |

## روابط خارجية
- تاريخ الحوادث لـ (TVU / NFNM) على شبكة سلامة الطيران.